# 梅滕海姆
梅滕海姆（德語：Mettenheim，發音：[ˈmɛtn̩haɪm]）是德国巴伐利亚州上巴伐利亚行政区因河畔米尔多夫县的市镇，面积27.24平方千米，2023年12月31日人口为3,595人。